# Muránska Dlhá Lúka
Muránska Dlhá Lúka (in ungherese Murányhosszúrét, in tedesco Lange Wiese) è un comune della Slovacchia facente parte del distretto di Revúca, nella regione di Banská Bystrica.